# Тюрин, Леонид Фёдорович
Леонид Федорович Тюрин (15 апреля 1914, Муром, Владимирская губерния — 12 марта 1970, Минск) — штурман звена 13-го гвардейского авиационного полка дальнего действия 4-й гвардейской авиационной дивизии 4-го гвардейского авиационного корпуса дальнего действия, гвардии капитан. Герой Советского Союза.

## Биография
Родился 2 апреля 1914 года в городе Муром ныне Владимирской области в семье служащего. В 1931 году после окончания семилетней школы вместе с семьей переехал в город Выкса Горьковской области. Окончил Выксунский техникум чёрной металлургии, работал начальником смены мартеновского цеха на металлургическом комбинате.
Осенью 1936 года был призван в Красную Армию. Два года служил в пехоте, а затем поступил в Челябинское военное авиационное училище лётчиков-наблюдателей, которое окончил в 1940 году. Служил штурманом-бомбардировщика.
В боях Великой Отечественной войны с июля 1941 года. Первые боевые вылете сделал на Западном фронте в составе 37-го бомбардировочного полка. На самолёте СБ наносил удары по колоннам, переправам и аэродромам противника в районе Великие Луки, Демидов, Велиж, Западная Двина. Весной 1942 года полк был перевооружён на американские бомбардировщики B-25 «Mitchell».
С лета 1942 года штурман Тюрин в составе полка участвовал в операциях Западного, Калининского, Сталинградского, Брянского фронтов. Объектами бомбардировок были войска и скопления боевой техники на станциях и железнодорожных узлах Гомель, Витебск, Смоленск, Рославль, Брянск, авиация на аэродромах противника. Наносил удары важным военно-промышленным объектам в глубоких тылах врага: Восточной Пруссии, Финляндии, Германии. Одновременно с бомбардировочными ударами выполнялись специальные задания в интересах партизан Польши, Чехословакии, Югославии и советских высших штабов. В 1944 году вступил в ВКП(б)/КПСС.
К апрелю 1944 года штурман звена гвардии капитан Тюрин совершил 213 боевых вылетов на разведку и бомбардировку военных объектов в глубоком тылу противника.
Указом Президиума Верховного Совета СССР от 19 августа 1944 года за образцовое выполнение заданий командования и проявленные мужество и героизм в боях с немецко-фашистскими захватчиками гвардии капитану Тюрину Леониду Фёдоровичу присвоено звание Героя Советского Союза с вручением ордена Ленина и медали «Золотая Звезда».
Всего за годы войны совершил 260 успешных боевых вылетов. Неоднократно бомбил военные объекты Берлина. В конце войны на средства личного состава дивизии был построен бомбардировщик. Его назвали «Честь гвардии». Этот самолёт был передан лучшему экипажу соединения. Им оказался экипаж, где штурманом был гвардии майор Тюрин. День победы встретил в должности штурмана эскадрильи того же полка.
После войны продолжал службу в ВВС. В 1953 году окончил Высшие лётно-тактические курсы усовершенствования офицерского состава. С 1961 года полковник Л. Ф. Тюрин — в запасе. Жил в городе-герое Минске. Работал контрольным мастером на заводе электронно-вычислительных машин. Скончался 12 марта 1970 года. Похоронен на Восточном кладбище в Минске.
Награждён двумя орденами Ленина, двумя орденами Красного Знамени, орденом Красной Звезды, медалями.
Его именем названа улица в городе Выкса, на доме, где он жил установлена мемориальная доска.